# Верміліон-Рівер
Графство Верміліон-Рівер (англ. Vermilion River County) — муніципальний район в Канаді, у провінції Альберта.

## Населення
За даними перепису 2016 року, муніципальний район нараховував 8267 жителів, показавши зростання на 4,6%, порівняно з 2011 роком. Середня густина населення становила 1,5 особи/км².
З офіційних мов обидвома одночасно володіли 205 жителів, тільки англійською — 8 020, тільки французькою — 5, а 20 — жодною з них. Усього 300 осіб вважали рідною мовою не одну з офіційних, з них 5 — одну з корінних мов, а 55 — українську.
Працездатне населення становило 75,7% усього населення, рівень безробіття — 6,9% (8% серед чоловіків та 5,2% серед жінок). 68,2% були найманими працівниками, 31,3% — самозайнятими.
Середній дохід на особу становив $60 480 (медіана $43 512), при цьому для чоловіків — $76 345, а для жінок $43 720 (медіани — $57 984 та $32 589 відповідно).
29,7% мешканців мали закінчену шкільну освіту, не мали закінченої шкільної освіти — 21,8%, 48,5% мали післяшкільну освіту, з яких 20,5% мали диплом бакалавра, або вищий.
| Статево-вікова структура населення | Статево-вікова структура населення | Статево-вікова структура населення | Статево-вікова структура населення | Статево-вікова структура населення |
| ---------------------------------- | ---------------------------------- | ---------------------------------- | ---------------------------------- | ---------------------------------- |
|                                    |                                    |                                    |                                    |                                    |
| Всього                             | Всього                             | 51,8%48,2%                         |                                    |                                    |
| 0 — 14 років                       | 0 — 14 років                       |                                    | 20,9%                              | 20,9%                              |
| 15 — 64 років                      | 15 — 64 років                      |                                    | 66,2%                              | 66,2%                              |
| 65 і більше                        | 65 і більше                        |                                    | 12,9%                              | 12,9%                              |
| 85 і більше                        | 85 і більше                        |                                    | 0,8%                               | 0,8%                               |
| Середній вік (років)               | Середній вік (років)               | 39,038,3                           | 38,6                               | 38,6                               |
| Медіана (років)                    | Медіана (років)                    | 40,539,6                           | 40,1                               | 40,1                               |
| — чоловіки — жінки                 |                                    |                                    |                                    |                                    |

| Походження мешканців:     | Походження мешканців:     | Походження мешканців: | Походження мешканців: | Походження мешканців: |
| ------------------------- | ------------------------- | --------------------- | --------------------- | --------------------- |
| Походження                |                           |                       | осіб                  | %                     |
| Корінні американці        | Корінні американці        |                       | 545                   | 6.69%                 |
| Інше північноамериканське | Інше північноамериканське |                       | 2 420                 | 29.71%                |
| Європейське               | Європейське               |                       | 6 940                 | 85.21%                |
| британське                | британське                |                       | 4 910                 | 60.28%                |
| французьке                | французьке                |                       | 1 050                 | 12.89%                |
| українське                | українське                |                       | 1 215                 | 14.92%                |
| Карибське                 | Карибське                 |                       | 10                    | 0.12%                 |
| Латинськоамериканське     | Латинськоамериканське     |                       | 15                    | 0.18%                 |
| Азійське                  | Азійське                  |                       | 80                    | 0.98%                 |
| Океанійське               | Океанійське               |                       | 10                    | 0.12%                 |

| Зайнятість населення за галузями (за класифікацією NOC): | Зайнятість населення за галузями (за класифікацією NOC): | Зайнятість населення за галузями (за класифікацією NOC): | Зайнятість населення за галузями (за класифікацією NOC): | Зайнятість населення за галузями (за класифікацією NOC): |
| -------------------------------------------------------- | -------------------------------------------------------- | -------------------------------------------------------- | -------------------------------------------------------- | -------------------------------------------------------- |
|                                                          |                                                          |                                                          |                                                          |                                                          |
| Управління                                               | Управління                                               |                                                          | 24,2%                                                    | 24,2%                                                    |
| Бізнес, фінанси та адміністрування                       | Бізнес, фінанси та адміністрування                       |                                                          | 14,1%                                                    | 14,1%                                                    |
| Природничі та прикладні науки                            | Природничі та прикладні науки                            |                                                          | 3,2%                                                     | 3,2%                                                     |
| Охорона здоров'я                                         | Охорона здоров'я                                         |                                                          | 3%                                                       | 3%                                                       |
| Освіта, правозахист, муніципальні та урядові служби      | Освіта, правозахист, муніципальні та урядові служби      |                                                          | 7,6%                                                     | 7,6%                                                     |
| Мистецтво, культура, відпочинок та спорт                 | Мистецтво, культура, відпочинок та спорт                 |                                                          | 1,5%                                                     | 1,5%                                                     |
| Роздрібна торгівля та послуги                            | Роздрібна торгівля та послуги                            |                                                          | 13,9%                                                    | 13,9%                                                    |
| Гуртова торгівля, транспорт та обладнання                | Гуртова торгівля, транспорт та обладнання                |                                                          | 17,7%                                                    | 17,7%                                                    |
| Природні ресурси, сільське господарство                  | Природні ресурси, сільське господарство                  |                                                          | 11,1%                                                    | 11,1%                                                    |
| Виробництво                                              | Виробництво                                              |                                                          | 3,6%                                                     | 3,6%                                                     |

## Населені пункти
До складу муніципального району входять містечко Верміліон, села Д'юберрі, Передайз-Веллі, Кітскоті, Мервейн, індіанська резервація Макау 120, а також хутори, інші малі населені пункти та розосереджені поселення.

## Клімат
Середня річна температура становить 1,6°C, середня максимальна — 20,9°C, а середня мінімальна — -22,8°C. Середня річна кількість опадів — 401 мм.
| Клімат поселення                              | Клімат поселення | Клімат поселення | Клімат поселення | Клімат поселення | Клімат поселення | Клімат поселення | Клімат поселення | Клімат поселення | Клімат поселення | Клімат поселення | Клімат поселення | Клімат поселення | Клімат поселення |
| Показник                                      | Січ.             | Лют.             | Бер.             | Квіт.            | Трав.            | Черв.            | Лип.             | Серп.            | Вер.             | Жовт.            | Лист.            | Груд.            |                  |
| Середній максимум, °C                         | −10,05           | −5,97            | −0,65            | 9,56             | 16,49            | 20,82            | 20,86            | 20,16            | 14,63            | 8,55             | −1,5             | −9,25            |                  |
| Середня температура, °C                       | −16,4            | −12,3            | −7               | 3,20             | 10,14            | 14,48            | 16,45            | 15,76            | 10,24            | 4,16             | −5,92            | −13,65           |                  |
| Середній мінімум, °C                          | −22,75           | −18,65           | −13,34           | −3,13            | 3,80             | 8,13             | 12,05            | 11,36            | 5,82             | −0,27            | −10,31           | −18,05           |                  |
| Норма опадів, мм                              | 17               | 10               | 16               | 27               | 41               | 68               | 76               | 57               | 38               | 16               | 18               | 17               |                  |
| Середньомісячна швидкість вітру, м/с          | 4.19             | 4.16             | 4.20             | 4.40             | 4.29             | 3.90             | 3.50             | 3.50             | 3.84             | 4.16             | 4.21             | 4.19             |                  |
| Середньомісячна сонячна радіація, кДж/м²·день | 3685             | 7315             | 12531            | 17488            | 21018            | 22354            | 22469            | 18685            | 12622            | 7594             | 3836             | 2655             |                  |
| --------------------------------------------- | ---------------- | ---------------- | ---------------- | ---------------- | ---------------- | ---------------- | ---------------- | ---------------- | ---------------- | ---------------- | ---------------- | ---------------- | ---------------- |
| Джерело:                                      |                  |                  |                  |                  |                  |                  |                  |                  |                  |                  |                  |                  |                  |